# Budynek Bernardyńska 6 w Bydgoszczy

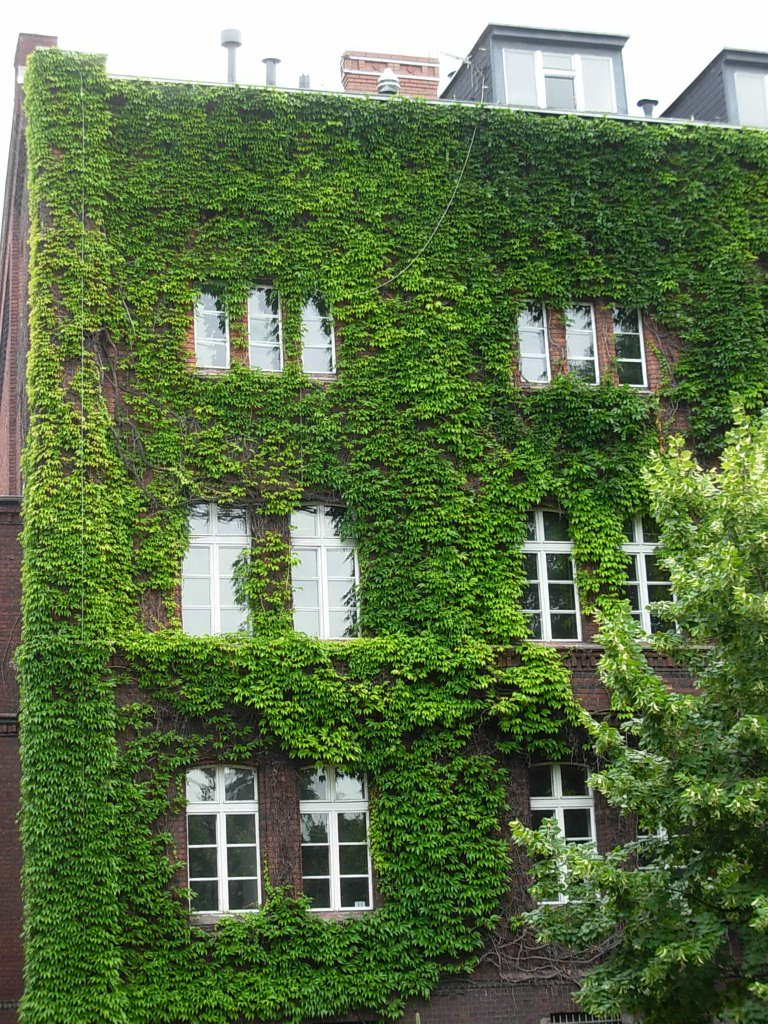
Winobluszcz trójklapowy – pomnik przyrody na fasadzie budynku

Budynek Bernardyńska 6 w Bydgoszczy – zabytkowy budynek oświatowy, położony przy ul. Bernardyńskiej 6-8 w Bydgoszczy.

## Położenie
Budynek stoi we wschodniej pierzei ul. Bernardyńskiej, oddzielony od niej skwerem. Przed budynkiem znajduje się pomnik Nieznanego Powstańca Wielkopolskiego w Bydgoszczy.

## Historia

### Okres pruski
Budynek został wzniesiony w końcu lat 60. XIX wieku dla Ewangelickiego Seminarium Nauczycielskiego, zaliczanego do średnich szkół państwowych w Bydgoszczy. Seminarium zostało utworzone 1 maja 1820 r. jako jedna z trzech placówek tego typu w Wielkim Księstwie Poznańskim. Placówka kształciła nauczycieli miejskich i wiejskich szkół elementarnych. Początkowo miała charakter symultaniczny. Od 1822 r. decyzją ministerialną przystąpiono do rozdzielenia szkolnictwa ewangelickiego od placówek, do których uczęszczała młodzież innych wyznań. W przypadku seminarium bydgoskiego zdecydowano, iż będzie ono kształcić nauczycieli wyznania ewangelickiego, zaś seminarium w Poznaniu zostanie przekształcone w szkołę dla nauczycieli katolików. Ostatecznie koncepcja ta upadła i zarządzeniem gabinetowym z 25 lipca 1825 w Bydgoszczy powołano odrębne seminarium katolickie.
Seminarium ewangelickie nabrało charakteru niemieckiego od 1825 r., a w 1829 r. zostało ulokowane w zlikwidowanym przez władze pruskie klasztorze bernardynów. W jego organizacji i rozwoju istotne zasługi miał bydgoski radca regencyjny Gustav Runge, od 1865 r. Honorowy Obywatel Bydgoszczy.
Pobliski kościół pobernardyński w 1830 r. oddano do użytku gminie ewangelickiej, a w 1860 r. został przeznaczony na symultaniczny kościół garnizonowy. W latach 1864–1865 dokonano gruntownej przebudowy klasztoru i kościoła pobernardyńskiego pod kierunkiem Ferdinanda von Quasta, piastującego od roku 1843 urząd konserwatora zabytków na terenie Prus. W trakcie prac restauracyjnych m.in. zlikwidowano znajdujące się od strony zachodniej krużganki z kopułowymi kaplicami w narożach i wolno stojącą kaplicę loretańską.
W latach 1867–1872 r. w sąsiedztwie przebudowanego klasztoru wzniesiono budynek szkolny, przeznaczony dla przeżywającego rozkwit seminarium ewangelickiego.
W tym czasie było ono szkołą trzyletnią; posiadało szkołę ćwiczeń i dwuletnią preparandę dla kandydatów, którzy nie posiadali dostatecznego przygotowania do podjęcia nauki w zakładzie. Seminarium finansowane było ze środków państwowych. Program nauczania – oprócz przedmiotów ogólnych i pedagogicznych – uwzględniał naukę śpiewu i gry na instrumentach, a także sadownictwa i prac ręcznych.
W latach 1870–1872 r. na zachód od budynku wytyczono nową ulicę Bernardyńską z mostem przez Brdę, a w 1880 r. na skwerze przed budynkiem odsłonięto pruski pomnik poległych dla upamiętnienia oficerów i żołnierzy poległych na frontach kampanii wojennych prowadzonych przez Królestwo Prus (wojny: z Danią 1864, Austrią 1866 i Francją 1870-1871). W 1922 r. pomnik zlikwidowano, a w jego miejscu w 1925 r. bydgoszczanie ustawili Pomnik Nieznanego Powstańca Wielkopolskiego.

### Okres międzywojenny
Po przejściu Bydgoszczy w granice II Rzeczypospolitej w 1920 r. i masowym odpływie Niemców z miasta, seminarium ewangelickie straciło rację bytu. W miejscu wygaszanego do 1923 r. seminarium ulokowano przeniesioną z Poznania Akademię Rolniczą, która miała charakter uczelni wyższej. Była to 2,5 letnia Szkoła Gospodarstwa Wiejskiego, do której przyjmowano kandydatów w wieku powyżej 17 lat, z ukończoną 6. klasą średniej szkoły ogólnokształcącej i z roczną praktyką w gospodarstwie wiejskim. Miała dwa wydziały: melioracyjno-mierniczy i kobiecego gospodarstwa wiejskiego. Placówka ta nie zdążyła rozwinąć właściwej działalności, gdyż w październiku 1922 r. decyzją władz oświatowych została przeniesiona do Cieszyna. Jej pomieszczenia zajęła trzyletnia męska Państwowa Średnia Szkoła Rolnicza. W 1927 r. uczyło się w niej 86 uczniów, z tego 46 pochodzących z gospodarstw wiejskich. W 1935 r. przekształcono ją w pierwsze w kraju Państwowe Liceum Rolnicze, kończące się egzaminem dojrzałości, który zapewniał prawo wstępu na wyższe uczelnie.
Budynek szkolny zapewniał placówkom doskonałe warunki lokalowe. Na wschodnim zapleczu posesji znajdował się obszerny ogród warzywno-owocowy, a ponadto do szkoły należało specjalne gospodarstwo rolne w Biedaszkowie o areale 90 ha, specjalizujące się w hodowli zwierząt.

### Okres po 1939 r.
W czasie okupacji hitlerowskiej w budynku mieścił się Niemiecki Urząd Pracy. Po zakończeniu II wojny światowej początkowo znajdował się w nim polski Urząd Pracy, a następnie Technikum Rolnicze. W końcu lat 60. XX w. ulokowano w budynku filię poznańskiej Wyższej Szkoły Rolniczej z kierunkami kształcenia: rolnictwo i zootechnika (od 1972 r.)
W 1971 r. po przekształceniu Wyższej Szkoły Rolniczej w Poznaniu w Akademię Rolniczą, nastąpiło usamodzielnienie filii tej uczelni w Bydgoszczy jako Zamiejscowego Wydziału Rolniczego z Oddziałem Zootechnicznym.
Siedzibę wydziału zlokalizowano w budynku przy ul. Bernardyńskiej 6, a także posiadał on obiekty przy ul. Hetmańskiej, Mazowieckiej i w Osielsku. W tym czasie pracowało w nim 80 nauczycieli akademickich, w tym 17 samodzielnych pracowników naukowych. W 1974 r. po połączeniu Wyższej Szkoły Inżynierskiej z bydgoskim Zamiejscowym Wydziałem Rolniczym powstała Akademia Techniczno-Rolnicza w Bydgoszczy, zaś w budynku uzyskał swą siedzibę Wydział Rolniczy. W 1975 r. wydział ten jako pierwszy na uczelni uzyskał uprawnienia do nadawania stopnia naukowego doktora w dziedzinie nauk rolniczych, w dyscyplinie agrotechnika.
Po 1991 r. poprawiła się sytuacja lokalowa wydziału, gdyż część jednostek przeniesiono do Ośrodka ATR w Fordonie oraz do budynku przy ul. Kordeckiego. W 1996 r. na Wydziale Rolniczym zostało uruchomione studium doktoranckie. Od 2006 r. w budynku znajduje się Wydział Rolnictwa i Biotechnologii Politechniki Bydgoskiej im. Jana i Jędrzeja Śniadeckich.

## Architektura
Budynek reprezentuje styl historyzujący z elementami neogotyckimi i neoromańskimi. Jest wzniesiony na rzucie zbliżonym do prostokąta, podpiwniczony, dwupiętrowy. Ryzalit frontowy zwieńczony jest trójkątnie, z wieżyczką, która pierwotnie mieściła dzwon. W górnej kondygnacji ryzalitu znajdują się wysokie okna, zamknięte łukiem pełnym. Ceglane elewacje podzielone są wąskimi lizenami oraz zdobione arkadkowym gzymsem koronującym.